# Maria Gay
|  | Per a altres significats, vegeu «Maria Gay i Tibau». |

Maria de Lourdes Pichot i Gironès (o Pitxot i Gironès), coneguda artísticament com a Maria Gay (Barcelona, 12 de juny de 1876 - Nova York, 29 de juliol de 1943), fou una mezzosoprano catalana.

## Biografia
Maria de Lourdes Lucia Antònia Pichot i Gironès fou filla de Ramon Pichot i Matheu i Antònia Gironès i Bofill, els quals tingueren set fills i van formar una família d'artistes. Els tres petits Maria, Lluís i Ricard, violinista i violoncel·lista respectivament, van centrar la seva vida en la música fent-ne la seva professió. Encara que la resta de germans es van dedicar a altres professions, tots tenien coneixements musicals. El tercer fill del matrimoni va ser el conegut pintor i il·lustrador Ramon Pichot i Gironès.

### Inicis
Maria Pichot va conèixer al compositor i pianista Joan Gay i Planella a l'Orfeó Català, amb qui es va formar artísticament, i amb qui va formar matrimoni a l'edat de 18 anys, adoptant d'aquesta manera el nom artístic de Maria Gay. En els seus inicis va oferir sessions de cançons populars catalanes i estrangeres en sales destacades de Barcelona com la Sala Parés junt amb seu espòs, i on la cantant ja demostrava la bona dicció. Va ser empresonada per cantar himnes revolucionaris.

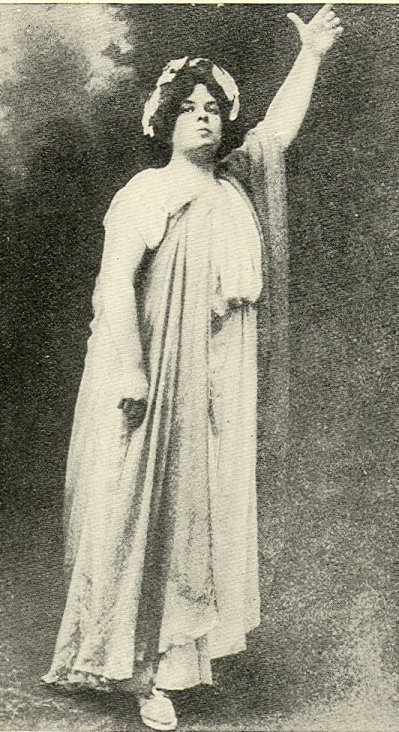
Maria Gay, 1909

Amb el seu marit va tenir dues filles i un fill, però tots ells van morir joves: les seves dues filles per malaltia i el seu fill a la guerra. El primer dels fills va ser la Maria Carme Isabel Gay i Pichot, nascuda a Barcelona el 15 de juliol de 1896. El 21 de novembre de 1898 va néixer Isabel Dolors i el 31 de juliol de 1900 naixia Josep Ramon Cristòfor.

### Catalunya
Va formar part, amb el seu marit, del grup d'artistes modernistes de Barcelona de finals de segle, cantant en els concerts de la Institució Catalana de Música, dirigida pel seu marit i el mestre Josep Lapeyra, on va començar la seva carrera amb recitals de lieder dominant un extens repertori de manera incomparable. També va col·laborar en els concerts de la Societat Coral Catalunya Nova i a l'Ateneu Barcelonès.
Es va donar a conèixer a Barcelona des d'inicis del segle xx, i posteriorment va actuar a tot Europa com a liederista. Maria Gay va debutar al teatre amb una sarsuela catalana de Josep Maria Jordà i del mestre Morera. Posteriorment, Maria Pichot va desenvolupar la seva carrera en importants teatres de tot el món.

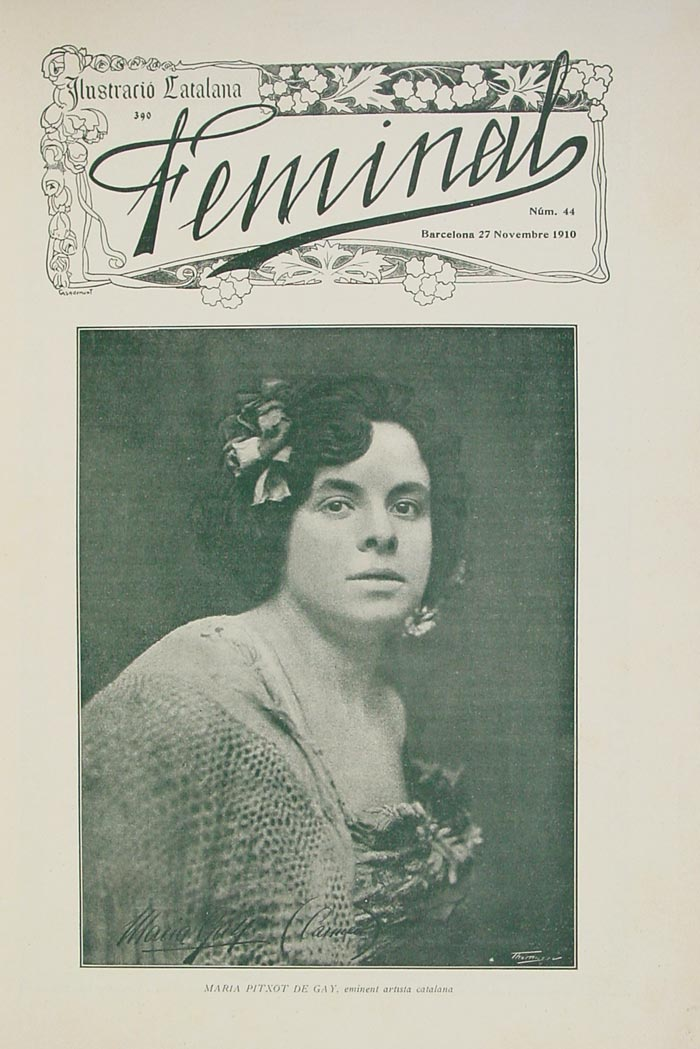
Portada Feminal, núm. 44, 1910

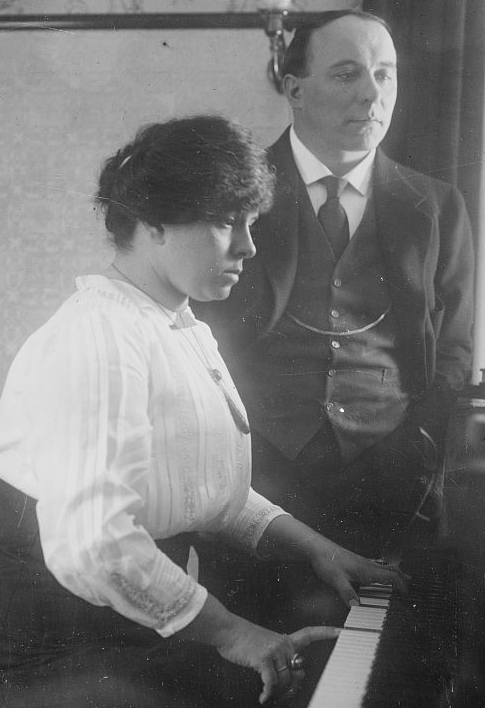
Maria Gay i Giovanni Zenatello

### Europa
L'any 1902 va marxar a ampliar estudis a Brussel·les on va fer concerts al costat del director i compositor Eugène Ysaÿe. Posteriorment va actuar a París, va cooperar en els Concerts Lamoureux o el Conservatori de Paris, i va actuar acompanyada del jove i ja famós pianista Alfred Cortot. Després d'una temporada absent a Catalunya va tornar al 1904, per oferir els seus avenços artístics que van ser executats de manera brillant. Va demostrar amb una gran habilitat la interpretació d'algunes de les obres dels grans autors com Haendel, Caldara, Carissimi, Beethoven, Shumann, Schubert, Wagner, Liszt y Brahms, de les que va obtenir grans ovacions.
L'any 1906 interpretarà al teatre de La Monnaie de Brussel·les el paper titular de Carmen de Bizet, que es convertirà en la seva especialitat arribant a ser la més genial intèrpret i constituint el seu debut en l'escena operística a Europa, assolint des d'aleshores innumerables èxits. El mateix any va cantar a l'Òpera-Comique de París i va actuar al Royal Opera House de Londres, també conegut per Covent Garden. L'any següent va actuar al teatre La Scala de Milà i al Teatre Colón de Buenos Aires. També va triomfar a Cuba, on cal subratllar el concert al Teatre Nacional de l'Havana.

### Nova York
Després d'una esplendorosa carrera arreu d'Europa, el 1908 va fixar la seva residència a Nova York, on actuarà en diversos teatres nord-americans com el Metropolitan Opera House on va debutar amb Carmen la temporada 1908-1909. La temporada següent va formar part de la companyia del Teatre Reial de Madrid. Consta que, a la vegada també va actuar al Palau de la Música Catalana en el segon concert de la sèrie de tardor, en el que l'artista va interpretar un recital de lieder dels més famosos mestres.
Després de separar-se de Joan Gay entorn el 1906, Maria va conviure per molts anys amb l'empresari i tenor Giovanni Zenatello, amb qui ella va indicar que s'havia casat l'estiu de 1911 a Itàlia. No obstant això, consta la celebració del matrimoni entre ells del dia 5 de maig de 1917 en el llibre registre de matrimonis de la ciutat de Nova York. Ambdós van ser iniciadors l'any 1913 dels espectacles del cèlebre Festival Arena de Verona, un festival d'òpera que se celebra cada estiu des de llavors a l'amfiteatre romà de la ciutat italiana. Aquesta primera temporada es va obrir amb Aïda, amb motiu del centenari del naixement de Giuseppe Verdi. Amb Zenatello també va fundar una acadèmia de cant a Nova York el 1927, tasca a la que es dedicarà exclusivament a partir d'aleshores, i en la que tingueren alumnes destacats com el tenor xilè Ramon Vinay, la soprano francesa Lily Pons, Nino Martini, Lidia Albanese, Bruna Castagna, Stella Roman, Hilde Reggiani, entre molts d'altres.
L'any 1919 va participar en l'estrena de l'òpera El Avapiés d'Ángel Barrios Fernández, dirigida per Enrique Fernández Arbós junt amb la soprano Ofelia Nieto en el Teatre Reial de Madrid.